# Раззано, Виржини
Виржини Раззано (фр. Virginie Razzano, родилась 12 мая 1983 года в Дижоне, Франция) — французская профессиональная теннисистка; победительница трёх турниров WTA (два — в одиночном разряде); победительница двух юниорских турниров Большого шлема в одиночном разряде (Открытый чемпионат Франции-1999, Открытый чемпионат Франции-2000); победительница одного юниорского турнира Большого шлема в парном разряде (Открытый чемпионат Австралии-1999); бывшая вторая ракетка мира в парном юниорском рейтинге; бывшая третья ракетка мира в одиночном юниорском рейтинге.

## Общая информация
Виржини — одна из двух дочерей Терезы и Франсуа Раззано. Её младшую сестру зовут Орели. Родители француженки далеки от профессионального спорта: её мать — воспитательница в детском саду, а отец — полицейский.
Раззано начала заниматься теннисом в 7 лет. Любимое покрытие — хард Greenset.

## Спортивная карьера

### Начало карьеры
Во второй половине 1990-х годов Виржини весьма результативно играла различные юниорские соревнования, регулярно приглашалась в сборную Франции на различные командные турниры. Пик выступлений в соревнованиях старших юниоров пришёлся на 1999 год: француженка стабильно провела несколько турниров старших категорий, записав на свой счёт двойную победу на Australian Open (парное соревнование было взято вместе с гречанкой Элени Данилиду). а также несколько выходов в полуфинал на соревнованиях поменьше. Итогом всего этого стало место в Top3 и одиночного и парного юниорских рейтингов.
В 2000 году Виржини выступала в юниорском туре весьма эпизодически. Главной целью на сезон стал выигрыш домашнего турнира Большого шлема, а также чемпионата Европы. Первое её не без труда, но удалось (Мария-Эмилия Салерни была обыграна лишь по итогам четырнадцатого гейма решающего сета), то на европейском первенстве Раззано выбыла уже в третьем круге.
Дебют француженки во взрослом туре происходит в 1998 году. ФФТ решает проверить одну из своих юных надежд сразу в боевых условиях, предоставив Виржини начать профессиональную карьеру с матча отборочного турнира домашнего соревнования Большого шлема. Раззано уступает ту встречу, но навязывает своей сопернице — тогдашней 126-й ракетке мира Саманте Смит из Великобритании трёхсетовую борьбу.
Через сезон — в 1999 году — Раззано сыграла помимо Roland Garros ещё несколько соревнований ITF, на трёх из которых она смогла добраться до титульного матча.
В 2000 году приходит первая победа над игроком Top100 — в квалификации турнира в Страсбурге француженка переиграла переиграна Алину Жидкову (на тот момент 91-я ракетка мира). К концу года результат улучшен е щё несколько раз, а в декабре одержана первая победа над игроком Top50 — в полуфинале победного турнира в Сержи-Понтуазе переиграна Жюстин Энен.
2001 год оказывается богатым на события: Раззано впервые крупно проявляет себя на парных соревнованиях среди взрослых, ассистируя Эмили Луа при походе к титулу на зальном турнире в Париже. Рост общей стабильности выступлений в одиночном разряде выводит её к концу года в число ста сильнейших одиночниц мира. Продолжает улучшаться рекорд победы над самым высокорейтинговым игроком — после победы над Анке Хубер во втором круге Roland Garros на её счету значится дебютная победа над игроком Top20.
В этом же году происходит дебют Виржини в Кубке Федерации (в матче со сборной Италии): в ничего не решавшей парной встрече Раззано в паре с Натали Деши уступают Роберте Винчи и Джулии Казони.

### 2004-05
В июне, пройдя квалификацию, Раззано доходит до 3 круга на Уимблдоне (попутно переиграны Елена Лиховцева и Светлана Кузнецова). Возвращение в осеннюю Европу принесло всплеск результатов — выигран одиночный турнир в Бордо (в финале переиграна Эмили Луа) и добыт полуфинал парного турнира там же (вместе со Стефани Форетц). Затем удалось дойти до финала в Бьелле (проигрыш Квете Пешке). Потом был добыт четвертьфинал в Жироне. Короткий визит в Азию и первый финал одиночного турнира WTA — в финале Ташкента не удалось обыграть Николь Вайдишову — 7-5, 3-6, 2-6.
В стартовых 7 турнирах сезона-2005 было одержано лишь 2 победы (но и тут есть что отметить — в Антверпене была переиграна Ана Иванович из Сербии и Черногории). Переход на грунт принёс всплеск результатов — в Амелия-Айленде удалось дойти до полуфинала (попутно переиграны сразу три сеянные теннисистки — во втором раунде была пройдена Алисия Молик, в третьем — Ай Сугияма, в четвертьфинале — Вера Звонарёва). В апреле Виржини помогла сборной Франции пройти во второй раунд мировой группы 1 Кубка Федерации — француженки выиграли выездной матч у сборной Австрии 4-1, Виржини выиграла все 3 матча, на которые её поставили (в том числе и парную встречу вместе с Натали Деши). В ходе европейского сезона на грунте удалось добиться двух третьих кругов (в Берлине и Париже).
Все три турнира на траве синхронно заканчивались во втором раунде.
Полуторамесячной перерыв в официальных соревнованиях не принёс существенных изменений — всё те же 1-2 круг и к октябрьскому турниру в Москве уже пришлось играть квалификационный отбор. Год завершила серией из 4 поражений подряд. В рейтинге удалось занять наивысшую на тот момент позицию — Виржини закончила сезон 51-й.

### 2006-07

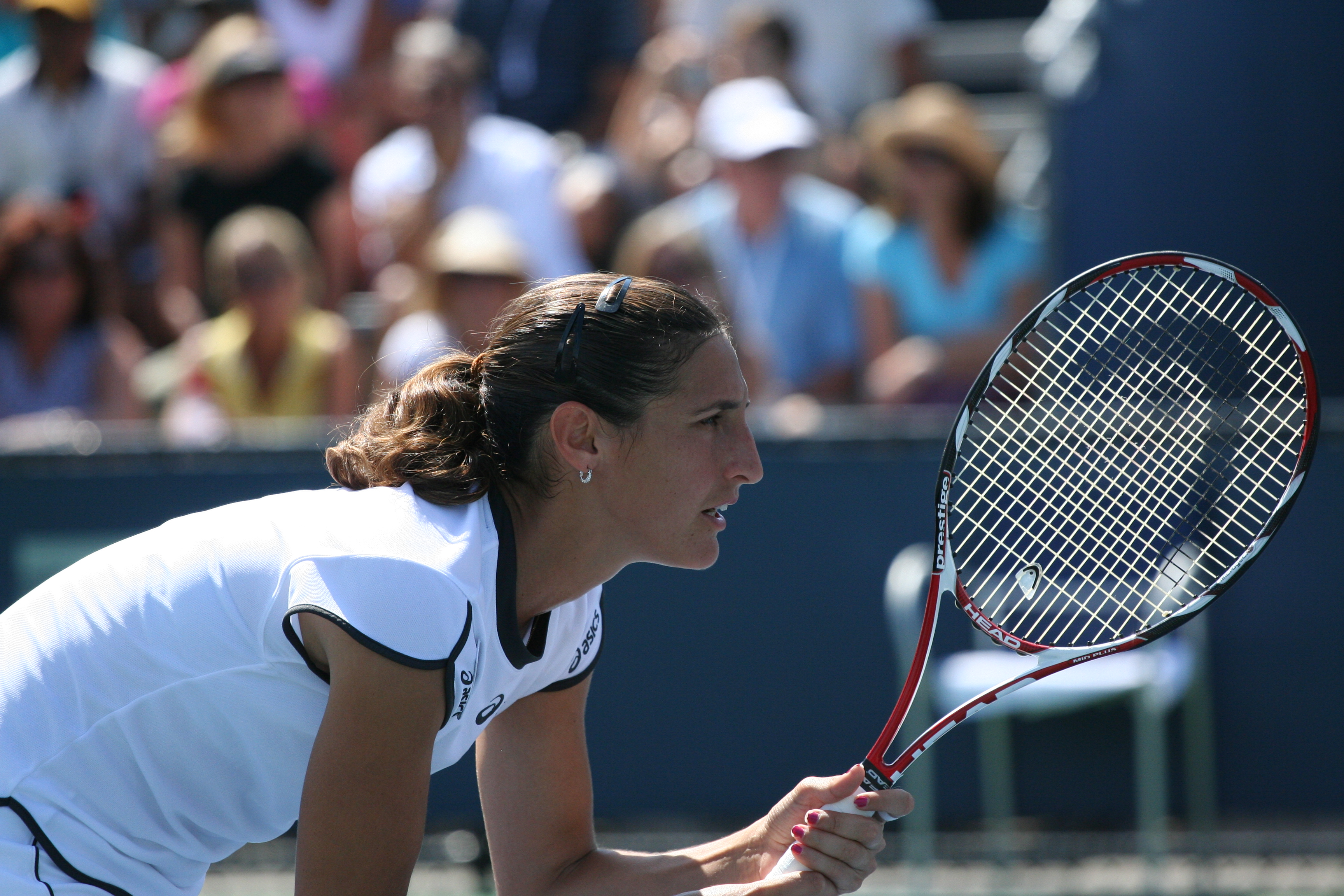
US Open-2009.

Француженка провела год неудачно — при удачной жеребьёвке доходила лишь до второго-третьего круга, иногда обыгрывала сильных соперников (в Париже удалось обыграть 35-ю ракетку мира Квету Пешке, в Берлине — 22-ю (Ай Сугияма). К Монреалю была вынуждена играть кое-где квалификационные турниры.
Всплеск результатов пришёлся на US Open — Виржини в первый раз в карьере доходит до 4 круга турнира Большого Шлема в одиночном разряде (попутно обыграна 9-я ракетка мира Мартина Хингис — 6-2, 6-4). Год завершила серией турниров в Европе. Удалось добиться четвертьфинала в Барселоне (ITF , Грунт) и финала в Жуэ-ле-Тур (ITF , Хард, зал). В двух турнирах WTA (коими завершался сезон) не прошла квалификацию.
Худший сезон с точки зрения одиночного рейтинга за время дебюта в Top100 (последние 6 лет) — лишь 87-е место.
2007 год принёс первые крупные успехи: на старте сезона одерживает 5 побед подряд в Окленде, доходя из квалификации до четвертьфинала (попутно обыгрывая Даниэлу Гантухову), где на отказе уступает Вере Звонарёвой. К Индиан-Уэллсу набрала достаточный рейтинг, чтобы перестать играть квалификационные турниры (став 71-й).
В июне Виржини дошла до полуфинала на турнире в Барселоне, где уступила Эдине Галловиц из Румынии — 3-6. 4-6. Оба европейских турнира Большого Шлема завершила уже в первом круге (В Париже уступила Милагрос Секере, на Уимблдоне — Ивонн Мойсбургер).
В августе наметился серьёзный рост стабильности результатов — в Лос-Анджелесе (попутно обыграны Шахар Пеер и Анна Чакветадзе) и Торонто удалось добиться четвертьфиналов, а в Форрест-Хиллз и вовсе получилось дойти до первого за три последних года финала одиночного турнира WTA.
На US Open пришлось закончить уже во втором круге (по сетке пришлось сыграть с набиравшей силу Агнешкой Радваньской из Польши). Однако, последовавший за этим визит на турниры в Азию стал поистине триумфальным — серия из 11 побед подряд (в том числе над Флавией Пеннеттой и Винус Уильямс) и 2 первых титула WTA в одиночном разряде (Гуанчжоу и Токио).
Год завершала на не бывало высокой (до того) 28-й позиции в рейтинге (по ходу сезона удавалось подняться на 27-ю).

### 2008
Год начала по восходящей — в каждом следующем турнире во время австралийского турне проводила на матч больше. На Australian Open дошла до третьего круга, где уступила третьему номеру посева Елене Янкович из Сербии. В феврале (в составе национальной сборной Франции) провела матч первого раунда мировой группы 1 Кубка Федерации против сборной Китая. Француженки проиграли 2-3. Виржини отметилась победой над Ли На, а также поражениями от Пэн Шуай и (вместе с Натали Деши) от дуэта Янь Цзы / Чжэн Цзе. Затем она дошла до четвертьфинала на домашнем Open Gaz de France (переиграв Алёну Бондаренко и Ализе Корне). Дальнейший сезон на харде не сложился — на трёх турнирах (в Дохе, Индиан-Уэллсе и Майами (все — 1-я категория)) была одержана лишь одна победа.
С переходом на грунт вернулись и результаты — в Амелия-Айленде удалось дойти до четвертьфинала, где пришлось завершить борьбу после матча с Ализе Корне. Затем снова пришлось съездить в Азию на матч Кубка Федерации — на матч со сборной Японии. Встреча была выиграна 4-1 (Виржини выиграла оба своих одиночных матча). Возвращение в Тур прошло в традициях весеннего сезона на харде — лишь две победы за 7 турниров с Берлина по Лос-Анджелес (по одной — в Риме и Истборне). На фоне этого удалось неплохо выступить на Roland Garros — в миксте (вместе с Рогиром Вассеном) удалось добиться четвертьфинала. Небольшой всплеск результатов пришёлся на Монреаль, где были одержаны сразу 2 победы (в том числе над Верой Звонарёвой).
Год завершился очередной маловразумительной серией — на 5 турнирах (с Олимпиады по Пекин) были одержаны лишь 2 победы. Однако, на US Open удалось дойти до четвертьфинала в парном турнире (вместе с Доминикой Цибулковой). Год завершила 59-й в рейтинге.

### 2009

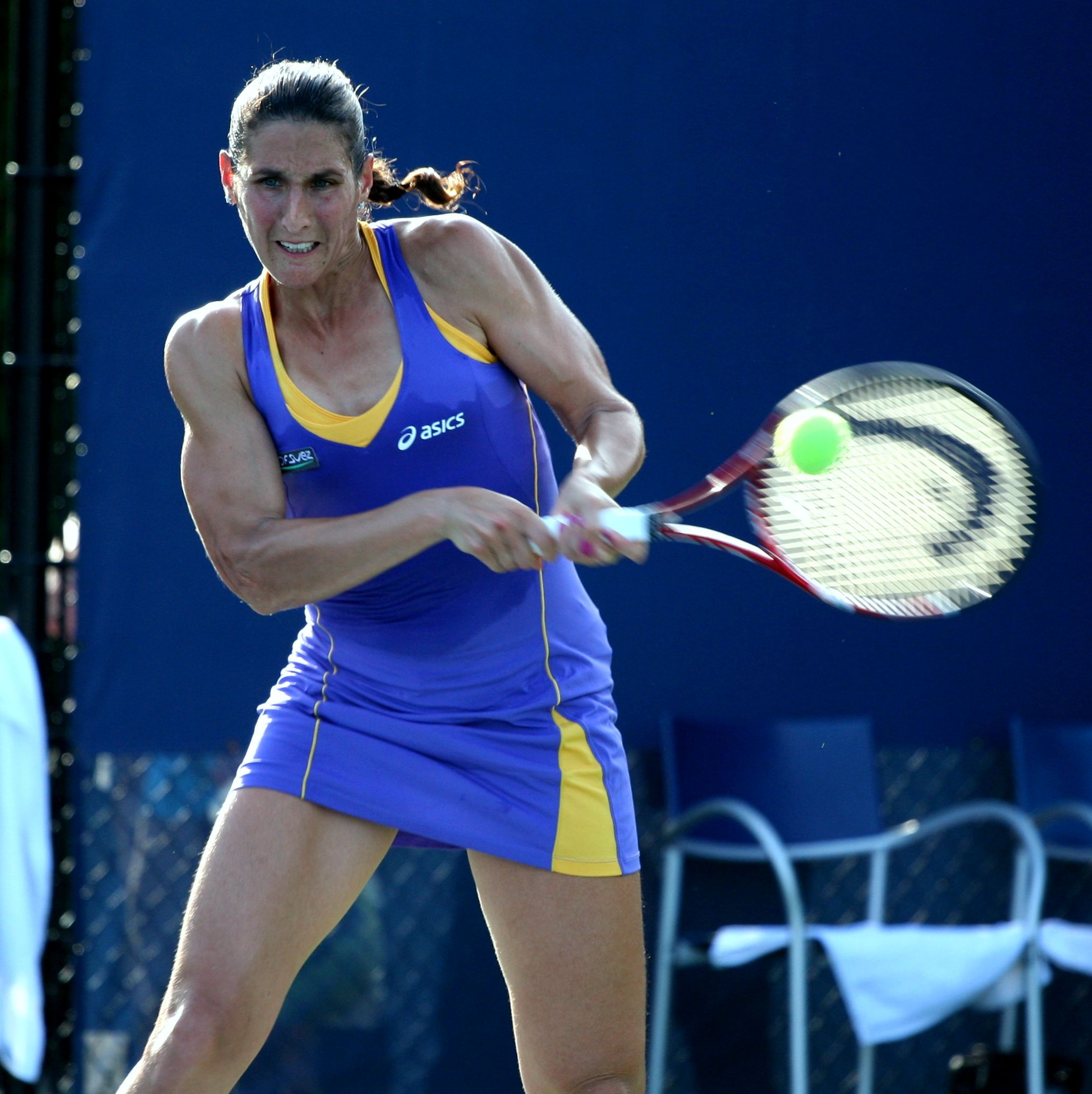
US Open-2011.

Подготовку к Открытому чемпионату Австралии начала в новозеландском Окленде — уже в первом раунде уступив Барбаре Заглавовой-Стрицовой в трёх сетах.
Затем был турнир в Хобарте — одержав 3 победы Виржини дошла до полуфинала, где её остановила будущая победительниц а турнира Петра Квитова.
Сам австралийский турнир Большого шлема прошёл удачно — во втором раунде француженка выбила одну из сеянных, но в третьем в борьбе уступила другой — Доминика Цибулкова из Словакии оказалась сильнее — 7-5, 7-5.
Опыты в паре (вместе всё с той же Цибулковой) закончились уже в первом раунде — вторые сеянные Медина/Паскуаль были сильнее 6-1, 6-3.
Повторив достижения Окленда на домашнем турнире в Париже француженка сотворила сенсацию на крупном турнире в ОАЭ — последовательно с пути были убраны вторая (Динара Сафина) и пятая (Вера Звонарёва) ракетки мира, но турнир выиграть не удалось — в финале Винус Уильямс не дала возможности выиграть — 6-4, 6-2.
Не слишком успешно выступив в Индиан-Уэллсе, Майами и Понте-Ведра-Бич Виржини добилась определённого рода успехов в Чарльстоне дойдя до четвертьфинала, где не имела шансов против 12-й ракетки мира Каролины Возняцки — 2-6. 0-6.
Сезон на грунте был завершён первым в карьере выходом в 4-й круг на Roland Garros, где уступила будущей полуфиналистке турнира Саманте Стосур из Австралии 1-6, 2-6.
Сезон на траве принёс финал в Истборне (поражение от 9-й ракетки мира Каролины Возняцки — 6-7, 5-7) и 4-й круг Уимблдона (поражение от Франчески Скьявоне — 2-6, 6-7).
Дальнейший сезон не заладился — 4 из 6 турниров после Уимблдона Виржини завершала в первом раунде, а с Пекина и вовсе пришлось сняться — замучили боли в левой икроножной мышце. Однако и тут удалось отметится победами над некоторыми сильными игроками — в Торонто была переиграна Флавия Пеннетта, а в Нью-Хейвене — Патти Шнидер и Агнешка Радваньская.
14 сентября поднялась на высшую в своей карьере позицию в одиночном рейтинге, став 16-й. Год завершила 19-й.

### 2010-11
Начавшаяся после Нью-Хэйвена-2009 серия не самых лучших результатов продолжается и в новом году — за 8 сыгранных в одиночном разряде турниров удалось выиграть лишь 3 матча (у не самых сильных соперниц). Однако в Майами случился небольшой всплеск результатов — Виржини дошла до третьего круга, обыграв по дороге Чжэн Цзе. В дальнейшем Раззано нечасто появлялась на турнирах, стараясь залечить некстати полученную травму ноги и пытаясь нащупать нить своей игры. После Уимблдона француженка вылетела из Top120 одиночного рейтинга.
Небольшой всплеск случился в начале августа в Ванкувере — француженка добирается до финала. На US Open, по договорённости между французской и американской федерациями тенниса, Виржини получает специальное приглашение в основу. Француженка вполне оправдывает его — обыграв Закопалову и Бартоли Раззано впервые за 4 турнира Большого шлема дошла до третьего круга. Позже доходит до полуфинала на турнире ITF в Сен-Мало, где уступает Ализе Корне.
Новый сезон начинается со стабильно неплохих результатов: постепенно набирая форму, Раззано смотрится на корте всё увереннее. На соревнованиях в Сиднее Виржини из квалификации пробирается во второй раунд основы, где на равных три сета играет с будущей чемпионкой Ли На. Чуть позже вся сборная Франции чуть было не добивается сенсационной победы в матче Кубка Федерации против сборной России, но ведя 2-0 в матче до трёх побед западноевропейки в итоге уступают.
Весенний отрезок сезона проходит без особых успехов, а в мае Раззано постигает несчастье на личном фронте — накануне Roland Garros умирает её жених и личный тренер Седрик Нувель.
Новый подъём результатов происходит во время летней серии соревнований в Северной Америке: на соревнованиях Колледж-парке и Карлсбаде француженка дважды добирается до третьих кругов. Далее Раззано вновь подводит здоровье — на соревнованиях в Канаде она испытывает проблемы со спиной, из-за которых вынуждена сняться с турнира.
Окончательно оправиться от того повреждения и набрать форму удаётся к концу сентября, когда на престижном соревновании в Пекине Раззано пробивается из квалификации в третий раунд, обыграв по дороге Роберту Винчи.
Также весьма удачен был и парный сезон: в феврале, в паре с Ализе Корне, Виржини добирается до полуфинала домашнего турнира Open GDF Suez, обыграв по дороге весьма сильную пару Хубер / Петрова. В дальнейшем француженка не очень стремиться играть в парном разряде, но в конце октября (опять с Корне) им удаётся неплохая неделя на крупных соревнованиях ITF в Пуатье: девушки побеждают один за другим четыре дуэта и завоёвывают главный приз соревнований.

### 2012-13
Небольшой подъём сменяется очередным спадом — при не слишком удачной сетке Виржини во время серии турниров в Австралазии выигрывает лишь один матч, дважды играя с игроками Top20. Следом Раззано сыграла за сборную в матче второй мировой группы Кубка Федерации: француженки имели неплохие шансы на победу, но сначала упустили одну победу в первый игровой день, а затем тренерский штаб сборной ошибся с составом во второй день, не поставив на матч выигравшую свой первый матч Виржини. В итоге словачки выиграли оба своих одиночных матча и вместе с ними саму встречу.
После приезда из сборной вернулись те же безрадостные результаты, но к частым проигрышам добавились проблемы со здоровьем: несколько снятий с матчей до конца хардовой серии приводят к двухмесячной паузе в играх.
Вернувшись в строй в середине мая Виржини так и не смогла до конца года вернуть хоть сколько-нибудь приемлемые результаты, постепенно скатившись в конец второй сотни рейтинга. Однако единожды ей удалось громко напомнить о себе: в первом круге Roland Garros её уже в первом круге выпала Серена Уильямс, до того 17 матчей не проигрывавшая на турнирах того сезона и 46 матчей подряд не проигрывавшая в первом круге турниров Большого шлема. Француженка смогла навязать сопернице равную игру, а в конце оказалась чуть сильнее, завершив борьбу в свою пользу в девятом гейме решающей партии. В дальнейшем француженку время от времени продолжали донимать различные травмы, в результате чего она долгое время не могла набрать оптимальную форму, скатившись в конец второй сотни рейтинга. Небезуспешен был и год в парном разряде — Раззано месте с Ализе Корне выиграли 100-тысячник в Праге.
К маю 2013 года всё постепенно стало выправляться: Раззано дошла до четвертьфинала в Кань-сюр-Мер, отметилась в третьем раунде Roland Garros, вышла в четвертьфинал в Бостаде. В начале августа француженка вышла в полуфинал приза в Карлсбаде, записав на свой счёт победы над Светланой Кузнецовой и Петрой Квитовой, вернувшись в первую сотню одиночной классификации. Остаток года прошёл без особых успехов — Виржини выиграла лишь два матча в этот период.

## Рейтинг на конец года в одиночном разряде
- 2016 — 168
- 2015 — 199
- 2014 — 172
- 2013 — 96
- 2012 — 160
- 2011 — 85
- 2010 — 116
- 2009 — 19
- 2008 — 59
- 2007 — 28
- 2006 — 87
- 2005 — 51
- 2004 — 60
- 2003 — 72
- 2002 — 76
- 2001 — 73
- 2000 — 204
- 1999 — 371

## Выступления на турнирах

### Финалы турнировWTAв одиночном разряде (6)

#### Победы (2)
| Легенда: До 2009 года       | Легенда: С 2009 года  |
| --------------------------- | --------------------- |
| Турниры Большого Шлема (0)  |                       |
| Олимпиада (0)               |                       |
| Итоговый чемпионат года (0) |                       |
| 1-я категория (0)           | Premier Mandatory (0) |
| 2-я категория (0+1)         | Premier 5 (0)         |
| 3-я категория (2)           | Premier (0)           |
| 4-я категория (0)           | International (0)     |
| 5-я категория (0)           | International (0)     |

| Титулы по покрытиям | Титулы по месту проведения матчей турнира |
| ------------------- | ----------------------------------------- |
| Хард (2)            | Зал (0+1)                                 |
| Грунт (0)           | Зал (0+1)                                 |
| Трава (0)           | Открытый воздух (2)                       |
| Ковёр (0+1)         | Открытый воздух (2)                       |

| №  | Дата             | Турнир          | Покрытие | Соперница в финале | Счёт         |
| 1. | 30 сентября 2007 | Гуанчжоу, Китай | Хард     | Ципора Обзилер     | 6-0 6-3      |
| 2. | 7 октября 2007   | Токио, Япония   | Хард     | Винус Уильямс      | 4-6 7-67 6-4 |

#### Поражения (4)
| №  | Дата            | Турнир                  | Покрытие | Соперница в финале | Счёт        |
| 1. | 17 октября 2004 | Ташкент, Узбекистан     | Хард     | Николь Вайдишова   | 7-5 3-6 2-6 |
| 2. | 25 августа 2007 | Форест-Хиллз, США       | Хард     | Жисела Дулко       | 2-6 2-6     |
| 3. | 21 февраля 2009 | Дубай, ОАЭ              | Хард     | Винус Уильямс      | 4-6 2-6     |
| 4. | 20 июня 2009    | Истборн, Великобритания | Трава    | Каролина Возняцки  | 6-75 5-7    |

### Финалы турнировITFв одиночном разряде (11)

#### Победы (5)
| Легенда:          |
| ----------------- |
| 100.000 USD (0+1) |
| 75.000 USD (2+2)  |
| 50.000 USD (1)    |
| 25.000 USD (0+1)  |
| 10.000 USD (2)    |

| Титулы по покрытиям | Титулы по месту проведения матчей турнира |
| ------------------- | ----------------------------------------- |
| Хард (2+2)          | Зал (3+2)                                 |
| Грунт (3+2)         | Зал (3+2)                                 |
| Трава (0)           | Открытый воздух (2+2)                     |
| Ковёр (0)           | Открытый воздух (2+2)                     |

| №  | Дата             | Турнир                 | Покрытие | Соперница в финале | Счёт        |
| 1. | 21 ноября 1999   | Довиль, Франция        | Грунт(i) | Оливия Санчес      | 6-4 7-5     |
| 2. | 10 декабря 2000  | Сержи-Понтуаз, Франция | Хард(i)  | Ива Майоли         | 3-6 6-4 6-3 |
| 3. | 4 августа 2002   | Лексингтон, США        | Хард     | Саманта Ривз       | 7-65 7-65   |
| 4. | 19 сентября 2004 | Бордо, Франция         | Грунт    | Эмили Луа          | 7-5 2-6 6-2 |
| 5. | 10 марта 2013    | Амьен, Франция         | Грунт(i) | Аликс Колломбон    | 6-1 6-0     |

#### Поражения (6)
| №  | Дата             | Турнир                | Покрытие | Соперница в финале | Счёт        |
| 1. | 18 апреля 1999   | Кань-сюр-Мер, Франция | Хард     | Люси Ал            | 6-4 5-7 2-6 |
| 2. | 14 ноября 1999   | Гавр, Франция         | Грунт(i) | Валентина Сасси    | 1-6 6-2 5-7 |
| 3. | 21 марта 2004    | Амьен, Франция        | Грунт(i) | Ванесса Хенке      | 6-75 4-6    |
| 4. | 26 сентября 2004 | Бьелла, Италия        | Грунт    | Квета Пешке        | 1-6 1-6     |
| 5. | 15 октября 2006  | Жуэ-ле-Тур, Франция   | Хард(i)  | Роберта Винчи      | 3-6 1-6     |
| 6. | 8 августа 2010   | Ванкувер, Канада      | Хард     | Елена Докич        | 1-6 4-6     |

### Финалы турнировWTAв парном разряде (1)

#### Победы (1)
| №  | Дата            | Турнир         | Покрытие | Партнёрша  | Соперницы в финале                | Счёт    |
| 1. | 11 февраля 2001 | Париж, Франция | Ковёр(i) | Ива Майоли | Кимберли По-Мессерли Натали Тозья | 6-3 7-5 |

### Финалы турнировITFв парном разряде (5)

#### Победы (5)
| №  | Дата             | Турнир                 | Покрытие | Партнёрша      | Соперницы в финале                        | Счёт        |
| 1. | 17 сентября 2000 | Бордо, Франция         | Грунт    | Мелани Шнелл   | Лурдес Домингес Лино Мария Санчес Лоренсо | 2-6 7-5 6-3 |
| 2. | 10 декабря 2000  | Сержи-Понтуаз, Франция | Хард(i)  | Жюстин Энен    | Мая Матевжич Каролин Шнайдер              | 6-2 6-4     |
| 3. | 9 мая 2004       | Катания, Италия        | Грунт    | Стефани Форетц | Мария Корытцева Надежда Островская        | 6-2 6-1     |
| 4. | 30 октября 2011  | Пуатье, Франция        | Хард(i)  | Ализе Корне    | Мария Кондратьева Софи Лефевр             | 6-3 6-2     |
| 5. | 20 мая 2012      | Прага, Чехия           | Грунт    | Ализе Корне    | Акгуль Аманмурадова Кейси Деллакква       | 6-3 6-2     |

### Финалы командных турниров (2)

#### Победы (1)
| №  | Год  | Турнир          | Команда                    | Соперник в финале                         | Счёт |
| 1. | 2003 | Кубок Федерации | Франция не играла в финале | США Реймонд,Шонесси,Стивенсон,Навратилова | 4-1  |

#### Поражения (1)
| №  | Год  | Турнир          | Команда                    | Соперник в финале                | Счёт |
| 1. | 2005 | Кубок Федерации | Франция не играла в финале | Россия Дементьева,Мыскина,Сафина | 2-3  |

## История выступлений на турнирах
По состоянию на 9 августа 2017 года
Для того, чтобы предотвратить неразбериху и удваивание счета, информация в этой таблице корректируется только по окончании турнира или по окончании участия там данного игрока.
| Турнир                 | 1998  | 1999  | 2000  | 2001          | 2002          | 2003          | 2004  | 2005          | 2006          | 2007          | 2008  | 2009          | 2010          | 2011          | 2012  | 2013          | 2014          | 2015          | 2016  | 2017  | Итог   | В/П за карьеру |
| ---------------------- | ----- | ----- | ----- | ------------- | ------------- | ------------- | ----- | ------------- | ------------- | ------------- | ----- | ------------- | ------------- | ------------- | ----- | ------------- | ------------- | ------------- | ----- | ----- | ------ | -------------- |
| Турниры Большого Шлема |       |       |       |               |               |               |       |               |               |               |       |               |               |               |       |               |               |               |       |       |        |                |
| Australian Open        | -     | -     | 1Р    | 3Р            | 1Р            | 2Р            | -     | 1Р            | 3Р            | 2Р            | 3Р    | 3Р            | 1Р            | 2Р            | 1Р    | К             | 2Р            | К             | К     | К     | 0 / 17 | 17-17          |
| Roland Garros          | К     | 1Р    | 3Р    | 3Р            | 2Р            | 1Р            | 2Р    | 3Р            | 1Р            | 1Р            | 1Р    | 4Р            | 1Р            | 1Р            | 2Р    | 3Р            | 1Р            | 2Р            | 2Р    | К     | 0 / 20 | 17-20          |
| Уимблдон               | -     | -     | -     | 1Р            | 2Р            | 2Р            | 3Р    | 2Р            | 1Р            | 1Р            | 1Р    | 4Р            | -             | 2Р            | 1Р    | 1Р            | 1Р            | -             | К     | -     | 0 / 14 | 15-14          |
| US Open                | -     | -     | К     | 2Р            | 2Р            | 2Р            | 1Р    | 2Р            | 4Р            | 2Р            | 1Р    | 1Р            | 3Р            | 1Р            | 1Р    | 1Р            | 1Р            | К             | 1Р    | -     | 0 / 17 | 12-17          |
| Итог                   | 0 / 1 | 0 / 1 | 0 / 3 | 0 / 4         | 0 / 4         | 0 / 4         | 0 / 3 | 0 / 4         | 0 / 4         | 0 / 4         | 0 / 4 | 0 / 4         | 0 / 3         | 0 / 4         | 0 / 4 | 0 / 4         | 0 / 4         | 0 / 3         | 0 / 4 | 0 / 2 | 0 / 68 |                |
| В/П в сезоне           | 0-1   | 0-1   | 3-3   | 5-4           | 3-4           | 3-4           | 6-3   | 4-4           | 5-4           | 2-4           | 2-4   | 7-4           | 2-3           | 2-4           | 1-4   | 5-4           | 1-4           | 2-3           | 4-4   | 4-2   |        | 61-68          |
| Олимпийские игры       |       |       |       |               |               |               |       |               |               |               |       |               |               |               |       |               |               |               |       |       |        |                |
| Летняя олимпиада       | НП    | НП    | -     | Не проводился | Не проводился | Не проводился | -     | Не проводился | Не проводился | Не проводился | 2Р    | Не проводился | Не проводился | Не проводился | -     | Не проводился | Не проводился | Не проводился | -     | НП    | 0 / 1  | 1-1            |

К — проигрыш в квалификационном турнире.
| Турнир                 | 1999  | 2000  | 2001          | 2002          | 2003          | 2004  | 2005          | 2006          | 2007          | 2008  | 2009          | 2010          | 2011          | 2012  | 2013          | 2014          | 2015          | 2016  | 2017  | Итог   | В/П за карьеру |
| ---------------------- | ----- | ----- | ------------- | ------------- | ------------- | ----- | ------------- | ------------- | ------------- | ----- | ------------- | ------------- | ------------- | ----- | ------------- | ------------- | ------------- | ----- | ----- | ------ | -------------- |
| Турниры Большого Шлема |       |       |               |               |               |       |               |               |               |       |               |               |               |       |               |               |               |       |       |        |                |
| Australian Open        | -     | -     | 1Р            | 2Р            | -             | -     | -             | 1Р            | -             | 1Р    | 1Р            | 2Р            | -             | 2Р    | -             | -             | -             | -     | -     | 0 / 7  | 3-6            |
| Roland Garros          | 1Р    | 2Р    | 1Р            | 1Р            | 1Р            | 1Р    | 1Р            | 1Р            | 1Р            | 1Р    | 1Р            | 1Р            | 1Р            | 1Р    | 1Р            | 1Р            | 1Р            | 1Р    | 1Р    | 0 / 19 | 1-19           |
| Уимблдон               | -     | -     | 2Р            | -             | -             | -     | 2Р            | 1Р            | 1Р            | 1Р    | 1Р            | -             | -             | 1Р    | -             | -             | -             | -     | -     | 0 / 7  | 2-7            |
| US Open                | -     | -     | 1Р            | -             | -             | -     | 2Р            | -             | 1Р            | 1/4   | 2Р            | -             | 1Р            | -     | -             | -             | -             | -     |       | 0 / 6  | 5-6            |
| Итог                   | 0 / 1 | 0 / 1 | 0 / 4         | 0 / 2         | 0 / 1         | 0 / 1 | 0 / 3         | 0 / 3         | 0 / 3         | 0 / 4 | 0 / 4         | 0 / 2         | 0 / 2         | 0 / 3 | 0 / 1         | 0 / 1         | 0 / 1         | 0 / 1 | 0 / 1 | 0 / 39 |                |
| В/П в сезоне           | 0-1   | 1-1   | 1-4           | 1-2           | 0-1           | 0-1   | 2-3           | 0-3           | 0-3           | 3-4   | 1-4           | 1-1           | 0-2           | 1-3   | 0-1           | 0-1           | 0-1           | 0-1   | 0-1   |        | 11-38          |
| Олимпийские игры       |       |       |               |               |               |       |               |               |               |       |               |               |               |       |               |               |               |       |       |        |                |
| Летняя олимпиада       | НП    | -     | Не проводился | Не проводился | Не проводился | -     | Не проводился | Не проводился | Не проводился | 1Р    | Не проводился | Не проводился | Не проводился | -     | Не проводился | Не проводился | Не проводился | -     | НП    | 0 / 1  | 0-1            |